# سداسي بوريد سيريوم
 سداسي بوريد سيريوم مركب كيميائي له الصيغة CeB6 ، ويكون على شكل مادة خزفية .